# Langues nostratiques

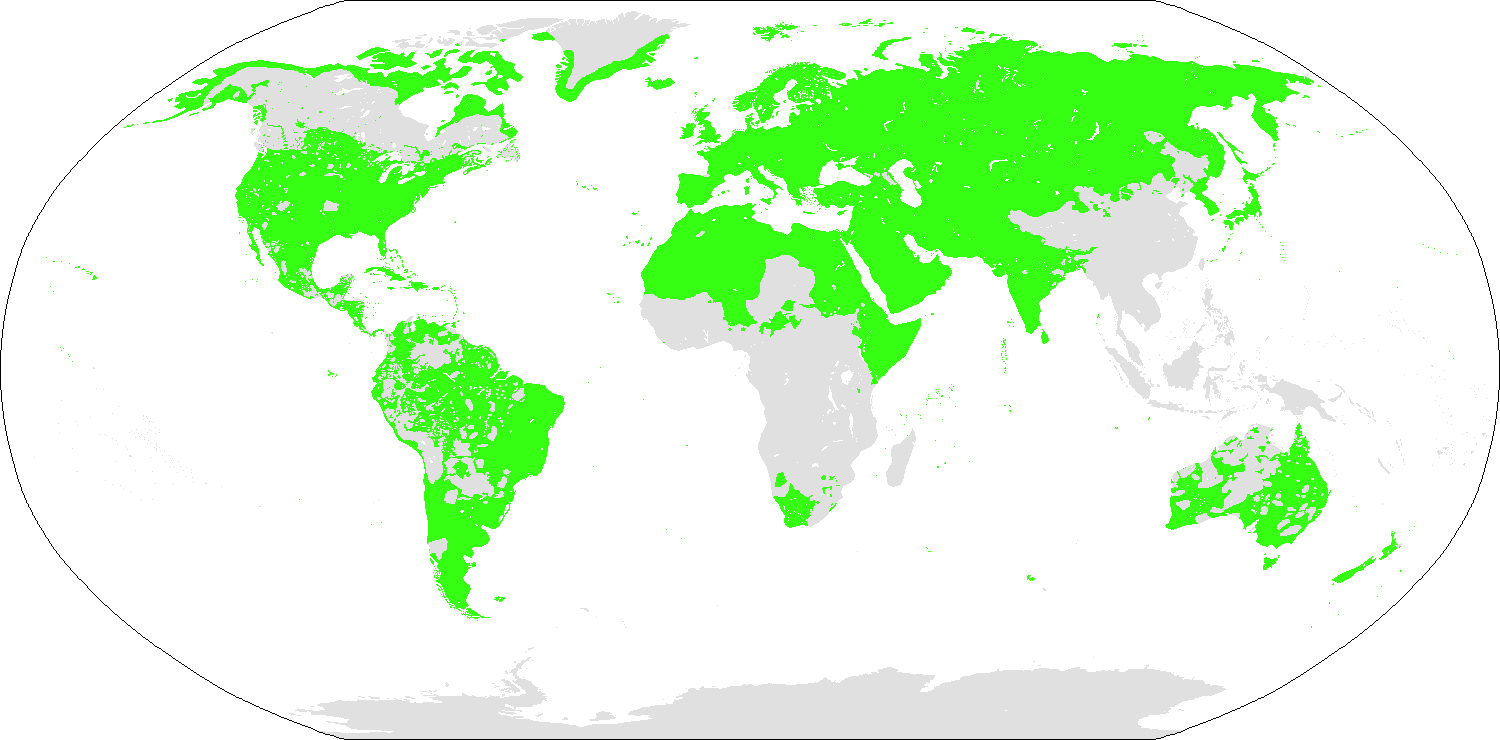
La répartition actuelle des langues dérivées du nostratique selon Sergueï Starostine.

Les langues nostratiques sont une superfamille hypothétique, ou macro-famille de langues, qui regrouperait plusieurs familles de langues d'Eurasie : principalement les langues indo-européennes, kartvéliennes, ouraliennes, altaïques, afro-asiatiques et dravidiennes.

## Le concept de langues nostratiques

### Les avancées de la recherche
C’est le linguiste Holger Pedersen (1867-1953) qui proposa le premier de regrouper l’indo-européen avec d’autres familles et inventa le terme de « nostratique ». Le linguiste français Albert Cuny a été l'un des premiers a étudier le système consonantique attribuable à cette langue. La théorie a été ensuite développée par le Russe Vladislav Illitch-Svitytch dans les années 1960. Aharon Dolgopolsky (en) l'a approfondie, selon les mêmes principes de la méthode comparative, publiant en particulier un dictionnaire du nostratique qui regroupe les comparaisons et quelques hypothèses sur la morphologie de la langue. Une variante du nostratique a été proposée par Joseph Greenberg sous le nom d’eurasiatique, élargie à plusieurs autres familles de langues de Sibérie, mais qui n'intègre pas les langues afro-asiatiques.
Actuellement, l'Américain Allan Bomhard (en) est à la pointe des recherches sur le nostratique. En 2008, il publie une critique du dictionnaire d'A. Dolgopolsky, dans laquelle il retient environ 80 étymologies comme solidement étayées. En 2014, dans une monographie, il présente les résultats complets de ses recherches sur le nostratique et les hypothèses divergentes, y consacre une part notable sur l'indo-européen et y traite rapidement la question du foyer originel des langues nostratiques. Il considère l'eurasiatique comme une sous-famille du nostratique. Il intègre l'étrusque dans la famille nostratique, et en 2015 il renonce à y inclure le sumérien qu'il considère désormais comme une langue simplement apparentée au nostratique.

### Les théories concurrentes

#### Les controverses
L'hypothèse reste controversée, reçue diversement parmi les linguistes à travers le monde. En Russie, elle est minoritaire mais a ses partisans tels que Vladimir Dybo. L'Américain Lyle Campbell compte parmi ses opposants. Certains tels que Baldi ne prennent pas parti.
Sergei Starostin avait tenté d'inclure le nostratique dans une superfamille dite « boréale », aux côtés des familles dené-caucasienne  et austrique.

#### La théorie d'une langue mère unique
En 2007, M. Ruhlen a procédé à la classification des langues en familles, puis en familles de familles, seulement par la méthode de comparaison de masse de vocabulaire, dans la logique des travaux de Joseph Greenberg, une recherche en linguistique, génétique et archéologie. L’hypothèse d'un foyer africain unique amènerait à une meilleure compréhension de la préhistoire humaine. Selon lui, l'hypothèse nostratique serait alors périmée.
La structure généalogique des populations humaines, et globalement des langues, serait provisoirement la suivante :
- niveau 1 : Proto-Sapiens ;
- niveau 2 : Khoisans, Pygmées, Congo-Sahariens, Non-Africains ;
- niveau 3 (des Non-Africains) : Indo-Pacifiques (et Australiens), Eurasiaméricains ;
- niveau 4 (des Eurasiaméricains): Austriques, Dene-Caucasiens, Eurasiens, Paléo-sibériennes,  Amérindes ;
- niveau 5 (des Eurasiens) : Afro-Asiatiques, Dravidiens, Kartvèles, Eurasiatiques ;
- niveau 6 (des Eurasiatiques) : Indo-Hittites, Ouraliens, Altaïques ;
- niveau 7 (branche Indo-Hittite) : Anatoliens, Non-Anatoliens.

La branche non-anatolienne correspondrait à l’ancien regroupement indo-européen.

## Les familles de langues apparentées
Il existe des divergences entre linguistes sur la liste des familles de langues à intégrer au nostratique, mais les partisans de la théorie du nostratique sont en accord sur les trois premières :
- Les langues indo-européennes
- Les langues ouraliennes
- Les langues altaïques

La validité de la superfamille altaïque ne fait pas consensus, les familles qui la composent peuvent être intégrées séparément : 
1. langues turques
2. langues mongoles
3. langues toungouses
4. coréen
5. langues japoniques

- Les langues kartvéliennes. Starostin les considère très proches de l'indo-européen, Bomhard les voit comme une branche séparée de l'eurasiatique.
- Les langues dravidiennes.

Bomhard défend le concept d'une superfamille élamo-dravidienne, Starostin et Greenberg considèrent l'élamite comme une famille distincte.
- Les langues afro-asiatiques. anciennement dénommées « chamito-sémitiques ». À la suite de Pedersen, Illitch-Svitytch et Dolgopolsky les placent au cœur de la théorie. Bomhard et Starostin les considèrent comme une branche du nostratique séparée précocement ; Greenberg les exclut.
- L'étrusque. Membre d'une probable famille de langues tyrséniennes dite aussi « tyrrhénienne ».

## La reconstitution du nostratique

### Phonologie
Les racines commencent toutes par une consonne suivie par une voyelle.

#### Les consonnes

##### Les types de consonnes
Environ 44 consonnes phonologiques,:
|           |          | Labiale | Alvéolaire ou dentale | Alvéolaire ou dentale | Alvéolo- palatale | Palato- alvéolaire | Palatale | Vélaire | Uvulaire | Pharyngale | Glottale |
| centrale  | latérale | Labiale |                       |                       | Alvéolo- palatale | Palato- alvéolaire | Palatale | Vélaire | Uvulaire | Pharyngale | Glottale |
| --------- | -------- | ------- | --------------------- | --------------------- | ----------------- | ------------------ | -------- | ------- | -------- | ---------- | -------- |
| Occlusive | éjective | pʼ      | tʼ                    |                       |                   |                    |          | kʼ      | qʼ       |            | ʔ        |
| Occlusive | sourde   | p       | t                     |                       |                   |                    |          | k       | q        |            |          |
| Occlusive | sonore   | b       | d                     |                       |                   |                    |          | ɡ       | ɢ        |            |          |
| Affriquée | éjective |         | tsʼ                   | tɬʼ                   | tɕʼ               | tʃʼ                |          |         |          |            |          |
| Affriquée | sourde   |         | ts                    | tɬ                    | tɕ                | tʃ                 |          |         |          |            |          |
| Affriquée | sonore   |         | dz                    | dɮ                    | dʑ                | dʒ                 |          |         |          |            |          |
| Fricative | sourde   |         | s                     | ɬ                     | ɕ                 | ʃ                  |          |         | χ        | ħ          | h        |
| Fricative | sonore   |         |                       |                       |                   |                    |          |         | ʁ        | ʕ          |          |
| Nasale    | Nasale   | m       | n                     |                       | nʲ                |                    |          | ŋ       |          |            |          |
| Roulée    | Roulée   |         | r                     |                       | rʲ                |                    |          |         |          |            |          |
| Spirante  | Spirante |         |                       | l                     | lʲ                |                    | j        | w       |          |            |          |

##### La question des éjectives
Selon les correspondances proposées par Illitch-Svitytch puis Dolgopolsky, les occlusives sourdes nostratiques (*/t/, */k/ ...) auraient produit les sonores indo-européennes (*/d/, */g/ ... de la théorie traditionnelle) et les occlusives éjectives nostratiques (*/t'/, */k'/ ...) auraient produit les sourdes indo-européennes (*/t/, */k/ ... de la théorie traditionnelle), ce qui est en contradiction avec la théorie glottalique de l'indo-européen qui reconstitue les sonores traditionnelles comme des éjectives (*/t'/ au lieu de */d/ ...).Pour corriger cette anomalie, des linguistes comme Manaster Ramer et Bomhard ont proposé l'inverse : corréler les sourdes et éjectives nostratiques à leur pendant indo-européen,.

#### Les voyelles
Les hypothèses divergent sur les voyelles.
Illitch-Svitytch postulait */a/, */æ/, */e/, */i/, */o/, */u/, */y/. Hypothèse reprise par Dolgopolsky, Kaiser et Shevoroshkin.
Bomhard conjecture 3 paires de voyelles alternant en 1re syllabe : */a/~*/ə/, */i/~*/e/, */u/~*/o/, et aussi /*e/ et */o/ en position indépendante ; et ces voyelles dans des diphtongues à second élément /*j/ ou */w/.

### Morphologie
Illitch-Svitytch proposait une structure synthétique alors que Dolgopolsky et Bomhard s'accordent sur une structure analytique,.
La syntaxe est de type SOV. Le déterminant précède le déterminé et le possessif suit le substantif, l'adverbe précède le verbe, et l'auxiliaire le suit. Il n'existe pas de préfixe.
4 catégories de mots  (une même racine pouvant former des noms et des verbes) :
- Les noms (substantifs ou employés comme adjectifs) formés ainsi : Racine + (suffixe dérivationnel) + voyelle thématique + (suffixe marqueur de relation) + (suffixe du nombre). Ils peuvent être animés ou neutres.
- Les verbes, formés ainsi : Racine + voyelle thématique + (suffixe dérivationnel) + (suffixe modal) + (suffixe indiquant la personne) + (suffixe  indiquant le nombre). Avec une distinction nette entre transitifs et intransitifs, distinction de l'aspect plutôt que du temps.
- Les pronoms. Animés ou neutres, avec une forme directe et des cas obliques, des distinctions entre inclusifs et exclusifs.
- Les mots auxiliaires

Les formes reconstruites ci-dessous sont validées à la fois par Dolgopolsky et Bomhard. Le nostratique est noté phonétiquement, mais V désigne une voyelle de timbre indéterminé et les autres lettres en majuscules sont de prononciation peu précise.

#### Pronoms personnels
|                 | Nostratique                   | Indo-européen                                                             |
| --------------- | ----------------------------- | ------------------------------------------------------------------------- |
| je              | */mi/,, ~*/me/                | *-m(i) (désinence 1PS) ; *mē (accusatif), *me-ne (génitif)                |
| tu              | */çy/ →*/çi/, */si/~*/se/     | *-s(i) (désinence 2PS)                                                    |
| tu              | */t'y/ →*/t'i/, */tʰi/~*/tʰe/ | *tū, *túh2 (nominatif), *tu-/*twe-/*tew-/*te-                             |
| il ; elle       | */se/ ou */si/, */si/~*/se/   | ? *so « il, ce » ; ? *-s (désinence de nominatif) ; ? *-s (désinence 3PS) |
| nous (inclusif) | */wVjV/, */wa-/~*/wə/         | *wey-, *wē                                                                |
| nous (exclusif) | */nV/, */na-/~*/nə/           | *nō-s ~ *ṇs, *noh1                                                        |

#### Démonstratifs
|                             | Nostratique                             | Indo-européen                                                      |
| --------------------------- | --------------------------------------- | ------------------------------------------------------------------ |
| ceci ; il, ceci             | */he/, */ʔi/~*/ʔe/                      | *h1e- →*esyo (génitif) ; *-i (actualisateur: désinences primaires) |
| ceci ; ou cela (proche)     | */hi/, */ʔi/~*/ʔe/                      | *h1ey-,*h1i- (relatif)                                             |
| cela (proche)               | */hu/, */ʔu/~*/ʔo/                      | *h1u-, *How-, *we, *wo-                                            |
| cela (éloigné)              | */ha/, */ʔa/~*/ʔə/                      | *(h1)o/e-no-, *o-n-yo- ; *h2en-                                    |
| cela (éloigné)              | */t͡ʃa/, */tʲʰa-/                        |                                                                    |
| cela (éloigné) ; maintenant | */ʔamV/                                 |                                                                    |
| cela (proche)               | */ʔolV/, */ʔul-/~*/ʔol-/                | *ol-, *h1ol-                                                       |
| pronom animé ; cela         | */K'y/ ; */kʰi-/~*/kʰe/, */kʰu-/~*/kʰo/ | *ḱe-, *ḱo-, *ḱī-, ḱey-, *ḱ(i)yo- « celui-ci »                      |
| pronom neutre ; ceci, cela  | */t'æ/ ; */tʰa/~*/tʰə/, */tʰi/~*/tʰe/   | *to-                                                               |

#### Négation
|                                | Nostratique                   | Indo-européen    |
| ------------------------------ | ----------------------------- | ---------------- |
| négation simple                | */ʔe/                         |                  |
| négation simple et prohibitive | */ʔæla/, */ʔala/              | (hittite :) li-e |
| négation simple et prohibitive | */mæ/~*/mæho/, */ma(ʔ)/~*/mə/ | *meh1            |

#### Marqueurs grammaticaux, particules, pronoms divers
|                                                                                   | Nostratique                | Indo-européen   |
| --------------------------------------------------------------------------------- | -------------------------- | --------------- |
| particule qui marque l'accusatif                                                  | */mA/                      | *-m             |
| particule qui marque le pluriel                                                   | */kU/                      |                 |
| marque de participe passif                                                        | */tV/                      | *-to-           |
| particule qui forme des noms d'action à partir d'une racine verbale               | */t'i/                     |                 |
| pronom relatif ; utilisé pour former des noms d'action, d'agent ou autres dérivés | */mA/                      | *-mo- (suffixe) |
| « qui ? »                                                                         | */K'o/, */kʷʰa- /~*/kʷʰə-/ | *kʷo-s, *kʷi-s  |
| « quoi ? »                                                                        | */mi/, */mi/~*/me/         | *mo-, *me-      |
| « si » (particule interrogative) ; « ou »                                         | */ʔawu/                    | *aw « ou »      |
| « vers » (particule)                                                              | */K'V/ = */k'u/ ?          | *k(u)           |

### Vocabulaire

#### Exemple de reconstitution d'une racine nominale et verbale
Nostratique : *berEʔa « donner naissance ; enfant » (Dolgopolsky) ;  *bar- / *bər- « porter des enfants, donner naissance », *bara « enfant » (Bomhard) ; *bʌrʌ  « enfant » (Illitch-Svitytch). Descendants :
- Indo-européen *bher- « porter, porter un enfant » → sanscrit bhárati « il porte », grec φέρω « je porte », latin fero « je porte », anglais to bear « porter » etc ...
- Proto-afro-asiatique *bar- « enfant » → araméen (sémitique) bar « fils », touareg tawellemmet (berbère) abarar « fils », haoussa (tchadique) beera « jeune fille » etc ...
- Proto-élamo-dravidien *par « enfant ; jeune personne » → élamite ba-ir « descendants ; semence », kannada (dravidien) pāra « garçon » etc ...
- Youkaguir para, -bare, -bara « base, origine », paral « ancêtre ».

Autres descendants possibles :
- Ouralique → finnois perhe, carélien pereh, estonien pere « famille » etc ...
- Proto-altaïque *bi̯ōr[e]- «apporter, offrir» → mandchou (toungouse) bu- « donner », vieux turc ber- « donner », turc ver- « donner », kazakh ber- « donner », iakoute bier- « donner » etc ... ou proto-altaïque *berE « fille » → mongol beri « belle-fille », evenki (toungouse) bɜrigɜy « femme du frère » etc ...

#### Exemple de reconstitution d'un interrogatif
Nostratique : *Ḳo (Dolgopolsky) ;  *kʷʰa- / *kʷʰə- (Bomhard) ; *ḳo (Illitch-Svitytch) ; *k (Greenberg) (Kortlandt) ; « qui ? » Proto-langue : *ku(n) (Ruhlen) « qui ? ». Descendants :
- Indo-européen *kʷo-, *kʷi- → latin quī, quae, quod, français qui, que, anglais who, what, grec τίς, hittite kuiš etc ...
- Proto-afro-asiatique *kʼ(w), *k(w) → arabe (sémitique) kam « combien ? », oromo (couchitique) kam[i] « lequel ? » etc ...
- Proto-altaïque *kʰa(y)-. → mandchou (toungouse) ai, ya, mongol ken, turc kim, coréen ka, japonais ka etc ...
- Proto-ouralique *ko- / *ku- → finnois ken, kene, ke, lapon gi, gæ, hongrois ki etc ...
- Youkaguir kin
- Proto-tchouktche-kamtchadal *mki, *mkin-, *mikæ → kamtchadal k'e
- Proto-eskimo-aléoute *ken, proto-eskimo *ki(na)  →  aléoute kiin, groenlandais (inuit) kina, yupik kina etc ...

#### Vocabulaire de base
Voici des étymologies reconstruites par Dolgopolsky qui sont considérées comme solides par Bomhard.
- *ʔaba ~ *ʔapʼa « papa, père »
- *ʔ[a]bV « eau »
- *ʔA[d]V (= *ʕA[d]V) « pied »
- *ʔemA « mère »
- *ʔin̄[A] « lieu » → « dans »
- *ʔaRV « membre d'un clan, d'une famille »
- *ʔ[ä]ś[o] « rester, être »
- *ʔisу (ou *ʔiʔsV ?) « être assis ; séant » → « fondation, base »
- *[ʔV]š[ü]H2V « sanglier »
- *ʔ[a]yV « mère »
- *ʕAlV (= *ʕalE or *ʕälî) « hauteur, sommet ; gravir »
- *ʕim[ê] « sucer, avaler »
- *ʕ[o]mdE « se tenir debout, se lever»
- *ʕurVKʼV « s'enfuir »
- *ʕ|ɡeŕV « nuage, pluie »
- *ʕoŝV(-Kʼa) « arbre »
- *ʕaǯV « blanc, brillant »
- *boʔV « aller »
- *bûʕV « souffler, gonfler »
- *bAdV « beaucoup »
- *beha (ou *bäha) « briller »
- *baH2V « lier, attacher »
- *buHi « croître, devenir »
- *buLV « agiter un liquide ; trouble »
- *bVLVʔa  « souffler, gonfler »
- *baLʕV « aveugle »
- *baļ[i]ɣa (ou *baļ[i]ɣ[U] ?) « avaler ; gorge »
- *bVL[h]V « feuille(s), plantes vertes »
- *ba l ̄[i]ķa « briller »
- *bVl ̄iʔ|ʕ[V]ķü « battre, frapper »
- *bôĺX[a] « queue, pénis »
- *buŋgä « épais ; gonfler »
- *borV « montagne, colline »
- *buRu (ou *buRü) « briser »
- *buRV (ou *bürV) « silex »
- *buRV, *buR[V-][K]V « tempête, vent de tempête »
- *bärʔV « donner »
- *berEʔa « donner naissance ; enfant »
- *bu|ür[ʔ]V « boucle de cheveux ; vers le bas »
- *bôri[ɣ]U « friche, poussière, (?) sable »
- *bArh[ê] « briller »
- *bûrûHV « sourcil, cil »
- *barqV (~ *barXV) « aller, avancer, monter »
- *büryi « couvrir »
- *b[i]rVgE « haut, grand »
- *b[E]RV[k]V « genou »
- *bVR[V]ķæ « briller, luire »
- *bôŕ[a] « percer, forer »

- *buŕu(-ĶU) [ou *buŕü(-ĶU)] « faire pousser, jaillir, bouillir »
- *boŕ[ʔ]û « brun (marron) ; jaune »
- *baţV « froid ; avoir froid, geler »
- *bVyV (ou *bVyʔV) « abeille »
- *čalV « battre, abattre, tomber »
- *čAlVmV « orifice, fosse ; ou brèche »
- *čoma « aurochs »
- *č̣[a]rV « couper »
- *dub[ʔ]V « derrière, queue »
- *didV « gros »
- *d[i]l ̄a (= *d[i]ļa ?) « lumière du soleil, du jour, briller »
- *dul ̄i « feu, chaleur »
- *dalqa|U « vague »
- *dæLbV « évider, creuser, traverser »
- *dûmV « être calme, silencieux »
- *d[û]hmV ~ *d[û]mhV « être foncé »
- *dôǹV « couper »
- *dun̄V (ou *dün̄V) « couler, s'écouler »
- *darHV ou *daHrV « chemin »
- *dar[VH]V « tenir fermement »
- *doRķæ (~ *doRgæ ?) « pencher, tourner, tordre »
- *d[oy]a (> *da) « endroit »
- *gil ̄[h]o « briller, étinceler »
- *gUļ[E]ħU « être lisse »
- *gûLʒ̍V « plier, tordre »
- *giĺ[V#]ʔV[d]V « glace, gel ; geler » (et *giļV « glace, gel »)
- *g[A]mV (et *g[A]mʕV ?) « ensemble, plein »
- *gAǹ|ńV « voir, apercevoir »
- *genû « mâchoire, joue »
- *g[o]ʔin̄V « frapper »
- *gArV « main »
- *gURV « faire rouler »
- *gæhRV ¬ *gæRhV « lumière du soleil, du jour, lumière »
- *girʕV « couper »
- *garHä « branche tranchante, rainure, bout pointu »
- *garû[ĉ]a « écraser » (ou *gVRûŝ|ĉV)
- *gE|aRdV « plier, attacher, ceindre (porter quelque chose autour de sa taille) »
- *gäţâ « saisir, prendre, posséder »
- *[h]al[Vʔ]E « de l'autre côté »
- *hawV « désirer, aimer »
- *[H₂]elV « germe, brindille »
- *Han[g]V(ţV) (ou *Haŋ[g]V(ţV) ?) « canard »
- *karV « tordre, retourner »
- *ka[ry]V « creuser »
- *ķäbʔâ « mordre » → « manger »
- *ķUçV « couper, découper »
- *ĶUmV « noir, sombre »
- *ĶumʔV « être chaud, brûler »

#### Texte de démonstration
Vladislav Illitch-Svitytch a composé un bref poème, avec sa version du nostratique. (La même démarche a été effectuée pour l'indo-européen commun : voir la Fable de Schleicher)
| Nostratique (notation d'Illitch-Svitytch) | Nostratique (API)            | Français                                            | Russe                               |
| ----------------------------------------- | ---------------------------- | --------------------------------------------------- | ----------------------------------- |
| K̥elHä wet̥ei ʕaK̥un kähla                   | /KʼelHæ wetʼei ʕaKʼun kæhla/ | La langue est un gué à travers la rivière du temps, | Язык – это брод через реку времени, |
| k̥aλai palhʌ-k̥ʌ na wetä                    | /kʼat͡ɬai palhVkʼV na wetæ/   | elle nous conduit à la demeure des morts ;          | он ведёт нас к жилищу умерших;      |
| śa da ʔa-k̥ʌ ʔeja ʔälä                     | /ɕa da ʔakʼV ʔeja ʔælæ/      | mais il ne peut pas y arriver,                      | но туда не сможет дойти тот,        |
| ja-k̥o pele t̥uba wete                      | /jakʼo pele tʼuba wete/      | celui qui a peur de l'eau profonde.                 | кто боится глубокой воды.           |

La valeur de K̥ ou Kʼ est incertaine ; il peut s'agir de /kʼ/ ou /qʼ/. De même H pourrait représenter au moins /h/ ou /ħ/. V ou ʌ indique une voyelle de timbre indéterminé.

## La question du foyer originel
Allan Bomhard et Colin Renfrew adhèrent aux conclusions d'Illitch-Svitytch et de Dolgopolsky qui cherchaient le foyer originel d'où les langues nostratiques se seraient dispersées dans le Croissant fertile, au Mésolithique (voire à l'Épipaléolithique).
Par exemple, Bomhard le situe au sud du Caucase, dans une zone centrée sur l'actuelle Syrie, entre 15 000 av. J.-C. et 12 000 av. J.-C. Les locuteurs de l'afro-asiatique se répandant au Proche-Orient vers 10 000 av. J.-C. puis vers le Sahara, ceux de l'élamo-dravidien colonisant le Plateau iranien vers 8 000 av. J.-C., le groupe eurasiatique se serait implanté en Asie centrale vers 9 000 av. J.-C. les Kartvéliens s'installant plus tard dans le Caucase, en contact avec les Indo-Européens qui colonisaient la steppe pontique. Les premiers agriculteurs des Balkans proviendraient, via l'Anatolie de groupes non nostratiques du Croissant fertile. Ce schéma s'accorde avec les études génétiques récentes sur les haplogroupes du  chromosome Y, qui aident à retracer les migrations de populations au néolithique.